# Flughafen Dimapur

i8
i11
i13
Der ca. 148 m hoch gelegene Flughafen Dimapur (englisch Dimapur Airport, IATA-Code: DMU, ICAO-Code: VEMR) ist ein nationaler Verkehrsflughafen (Domestic Airport) ca. 10 km (Fahrtstrecke) südlich der Großstadt Dimapur im nordostindischen Bundesstaat Nagaland.

## Geschichte
Das Flugfeld wurde während des Zweiten Weltkriegs als Luftwaffenstützpunkt der Royal Air Force genutzt und nach Kriegsende zur zivilen Nutzung freigegeben. Das Terminal stammt noch aus den 1960er Jahren; ein neues ist in Planung.

## Flugverbindungen
Verschiedene indische Fluggesellschaften betreiben z. T. mehrmals tägliche Linienflüge nach Kalkutta und Guwahati; darüber hinaus gibt es Flüge nach Delhi, Imphal und Dibrugarh.

## Sonstiges
- Der Flughafen verfügt über eine Start-/Landebahn von 2290 m Länge und ist mit ILS ausgestattet.
- Betreiber ist die Bundesbehörde Airports Authority of India.